# Любор Нідерле
Лю́бор Ні́дерле (чеськ. Lubor Niederle; 20 вересня 1865, Клатові — 14 червня 1944, Прага) — видатний чеський археолог, етнолог, етнограф та історик-славіст, дослідник слов'янської старовини, член Чеської Академії Наук і Наукового Товариства у Львові, професор Карлового університету, дійсний член Наукового товариства імені Шевченка. Засновник Археологічного інституту в Празі, член-кореспондент Санкт-Петербурзької академії наук, член-кореспондент Російської академії наук у 1917—1925 роках, член-кореспондент Академія наук СРСР.

## Життєпис
Син чеського філолога Індржіха Нідерле.
- У 1887 р. закінчив навчання на філософському факультеті Празького університету. Вивчав античну й первісну археологію та історію слов'янських народів.
- У 1889 р. був слухачем лекцій з антропології та археології в Мюнхені,
- в 1889—1890 роках працював у лабораторіях антропологічної школи в Парижі,
- в 1893 р. вивчав археологічні колекції в Варшаві, Києві, Твері. У 1893 р. вийшла його книга «Людство в доісторичні часи», де викладена археологія Європи від палеоліту до епохи середньовіччя включно.
- У 1907—1908 роках обіймав посаду декана філософського факультету університету.
- У 1919—1924 роках заснував Археологічний інститут у Празі, перший директор цього інституту.
- З 1928 р. став першим керівником Слов'янського інституту в Празі.
- У 1927—1928 роках — ректор Карлового університету.
- У 1898—1929 роках працював професором доісторичної археології та етнографії Празького університету.

Займався первісної і античної, а потім слов'янської археологією.
В 1902—1934 роках опублікував головну працю: «Слов'янські старожитності», масштабний звід відомої про слов'ян інформації. У ній на основі історичних, археологічних, етнографічних та лінгвістичних джерел доводиться автохтонне (місцеве) походження слов'ян і висвітлюється їхня історія та висока на той час культура за первіснообщинного ладу і раннього середньовіччя. Нідерле рішуче виступав проти спроб деяких учених принизити культуру слов'ян. Його учнями з українців були Ярослав Пастернак, Іван Борковський, Роман Якимович та інші.
Вважав неправильним щось судити про етногенез слов'ян, оскільки про найдавніших слов'ян достеменно відомо мало, що науковому визначенню піддаються лише середньовічні матеріали. У 1931 р. вийшла його праця «Керівництво зі слов'янської археології», в якій він підбив підсумки своїх археологічних досліджень.
Помер у Клатові, похований на Ольшанському цвинтарі.

## Політичні погляди
Відстоював концепцію триєдиного російського народу:
|  | Пізніше на подальше розчленування цих трьох груп поряд з мовною диференціацією вплинули й інші фактори: етнічне змішування народу, в одному випадку з елементами литовськими, в іншому — з фінськими і в третьому — з тюрко-татарськими; потім вплив різного середовища, в якій розвивалися північна і південна гілки, вплив нових великих політичних об'єднань, з одного боку, Київської і Галицької держав і з іншого — Московської, потім татарська навала і пересування в південному і середньому поясі, що сталися внаслідок її. Однак все це вже належить до пізнішого історичного періоду і виходить за рамки цієї книги. Ясно, однак, що жоден з цих факторів не був настільки сильним, щоб повністю знищити початкову єдність російського народу. Біла, Велика і Мала Русь залишалися і продовжують залишатися і понині частинами єдиного російського народу, і абсолютно неправильно виключати з цієї єдності український народ або доводити, що він взагалі неросійського походження. Диференціація між Великою і Малою Руссю зайшла нині так далеко, що Україна вимагає визнання своєї мови і свого народу однаково цінними і рівноправними з мовою і народом Великої Русі. Однак ця диференціація, що живиться головним чином політичними чинниками, навіть зараз не зайшла ще так далеко, щоб спростувати фактичну єдність російського народу, яка на відміну від інших слов'янських народів завжди надійно пов'язує окремі його гілки. До сьогодні, як правило, зазначає А. Мейє — чудовий знавець порівняльного слов'янського мовознавства, — відмінності в російській мові цих трьох гілок є менш значними, ніж відмінності в німецьких або французьких діалектах, і Біла Русь, Україна і Велика Русь, навіть якщо кожна з них набуває політичної самостійності, залишаться гілками одного народу і однією з вільних частин сполученої Російської держави.— Славянские древности (вид. 1953 р.) |

|  | Можливо, весь успіх зобов'язаний зусиллям малоросійської або української інтелігенції, чи в тому, щоб здобути свому народу рівноправне місце з іншими, чи в тому, щоб особливо забезпечити своїй мові те місце, яке дала їй Петербурзька Академія 1905 року у відомій доповіді-записці, укладеній Коршем, Шахматовим і Фортунатовим, але все, що заперечує тісний зв'язок і спільне походження з Великою і Білою Росією, я вважаю неправильним і марним. Надто багато спільного пов'язує ще сьогодні до себе всі частини народу російського, і грішить і перед собою, і перед слов'янством той, хто силоміць розбиває те, що скували століття, замість того, щоб допомогти створити один, з вільних частин складений, народ російський і його державу. Оригінальний текст (чес.) [Možno tedy přati snahám maloruské neboli ukrajinské intelligence všeho zdaru, usiluje-li o to, aby svému lidu dobyla rovnoprávného místa s jinými, speciálně usiluje-li jazyku svému zajistiti to místo, jaké mu dala petrohradská akademie r. 1905 v známém promemoriu vypracovaném Koršem, Šachmatovem a Fortunatovem, ale všechno popírání úzké souvislosti a společneho původu s Velkou a Bílou Rusí mám při tom za nesprávné a zbytečné. Přílis mnoho společného víže ještě dnes k sobě všechny části národa ruského, a hřeší na sobě i na Slovanstvu, kdož násilím to, co věky ukuly, rozbíjejí, místo aby pomáhali vytvořiti jeden, ze svobodných částí sestávající národ a stát ruský.] Помилка: [undefined] Помилка: {{Lang}}: немає тексту (допомога): текст вже має курсивний шрифт (допомога)— Slovanské starožitnosti (вид. 1924, у російському перекладі 1956 року абзац відсутній, очевидно, у зв'язку з невідповідністю поглядів автора і радянської концепції самостійної української мови) |

## Праці

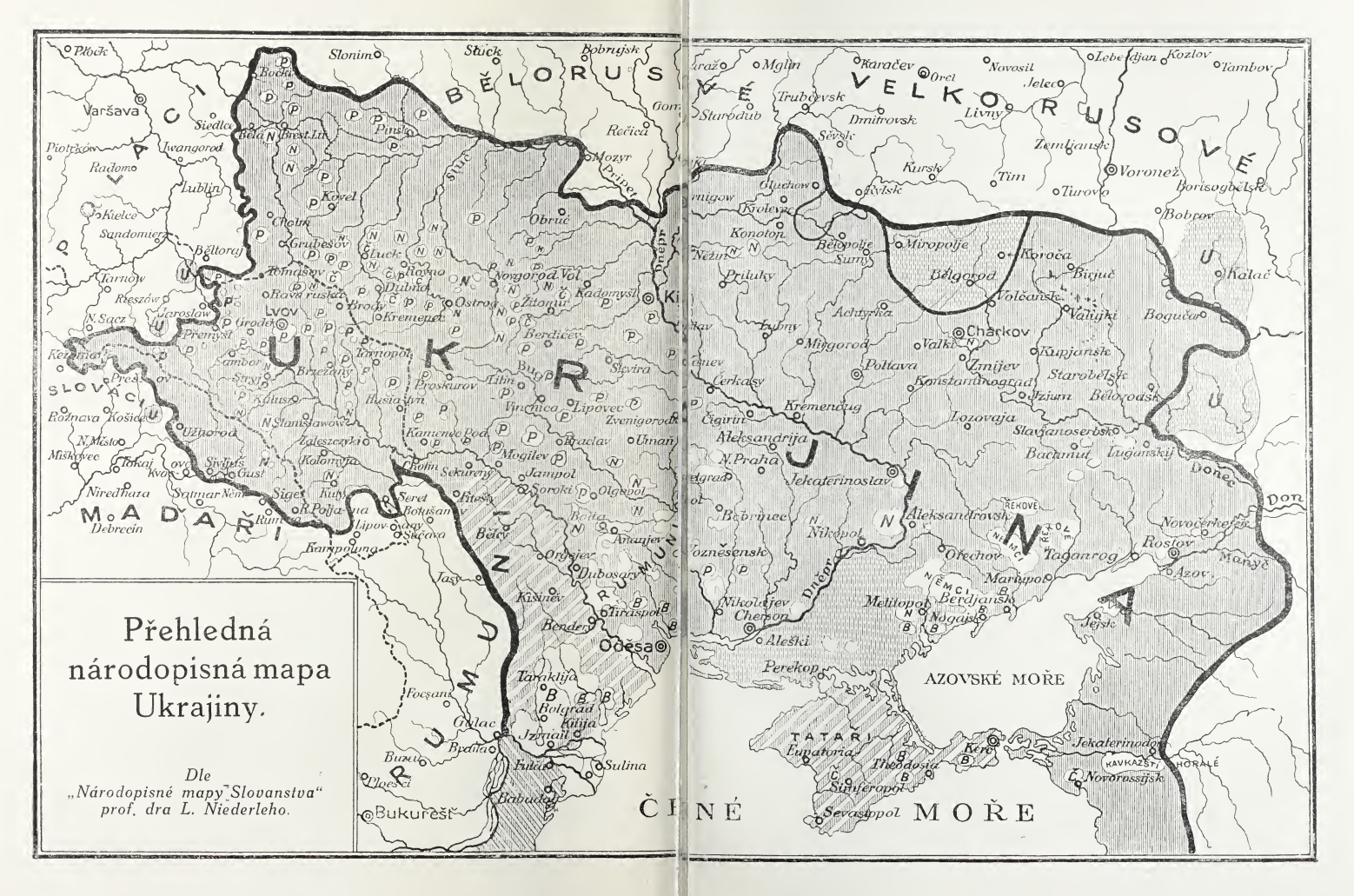
Мапа «Přehledná národopisná mapa Ukrajiny» 1915 року, створена за мапою «Národopisná mapa Slovanstva» Любора Нідерле 1912 року.

- Человечество в доисторические времена. Доисторическая археология Европы и в частности славянских земель. СПб., 1898 г.
- Славянские древности. Москва, 2000 г.
- Lidstvo v době předhistorické ze vláštním zřetelem na země slovanské. Praha, 1893—1894.
- Nástin dějin anthropologie. Praha, 1889.
- Příspěvky k anthropologii zemí českých. Praha, Том 1 (1891), Том 2 (1894)
- O původu slovanů: studie k slovanskym starožitnostem. Praha, 1896.
- Věstník slovanských starožitností, 1898.
- Starověke zprávy o zeměpisu východní Evropy se zřetelem na země slovanské …, 1899.
- O počátcích dějin zemí českých. Praha, 1900.
- Slovanské starožitnosti. Praha, 1902—1919. T. 1-3.
- Vpády slovanů na Balkán za vlády Justinianovy. Praha, 1905.
- Příchod čechů a archeologie. Praha, 1906.
- La race slave: statistique, démographie, anthropologie. Paris, 1916.
- Zivot starých slovanu (2 часть «Славянских древностей»). Praha, 1911—1934. T. 1, sv.1, T. 1, sv.2, T. 2, pt. 1, T. 3, sv.1
- Manuuel de l'antiquité slave. P., 1923—1926. T. 1-2.
- Rukovet slovanské archeologie. Praha, 1931.
- Нидерле Л. Быт и культура древних славян / Любор Нидерле ; предисл. Н. П. Кондакова. — Прага: Пламя, 1924. — 285, 2 с. : ил., портр. [Архівовано 12 серпня 2020 у Wayback Machine.]